# مارت سار
مارت سار (استونیایی: Mart Saar; ۲۸ سپتامبر ۱۸۸۲ – ۲۸ اکتبر ۱۹۶۳) آهنگ‌ساز، نوازنده ارگ، مجموعه‌دار موسیقی فولکلور اهل استونی بود.
او از سال ۱۹۰۱ تا ۱۹۱۱ در کنسرواتوار سن پترزبورگ به تحصیل پرداخت و پس از فارغ‌التحصیلی به‌عنوان معلم موسیقی به تارتو رفت. ده سال بعد، در سال ۱۹۲۱ به تالین نقل مکان کرد.